# 澳洲鳞沙蚕
澳洲鳞沙蚕（学名：Aphrodita australis）为鳞沙蚕科鳞沙蚕属的动物。分布于印度洋、太平洋东北部、日本以及中国的渤海、黄海、东海、台湾海峡等海域。